# نائوکو یامادا
نائوکو یامادا (ژاپنی: 山田 尚子؛ زادهٔ ۲۸ نوامبر ۱۹۸۴) کارگردان تلویزیونی، کارگردان فیلم و پویانما اهل ژاپن است.
از فیلم‌ها یا مجموعه‌های تلویزیونی که وی در آن‌ها نقش داشته‌است می‌توان به داستان هیکه، کی-اون! و صدای خاموش اشاره نمود.